# Sheko (woreda)
Pour les articles homonymes, voir Sheko.
Ne doit pas être confondu avec Sheka ou Bench Sheko.
Sheko (ou Sheka,) est un woreda de la zone Bench Sheko de la région Éthiopie du Sud-Ouest.
Initialement rattaché à la région des nations, nationalités et peuples du Sud et très étendu, ce district perd du territoire avec le détachement de Dimma qui rejoint la région Gambela et celui de Guraferda qui reste dans la région d'origine. Seule la partie la plus orientale du district subsiste sous le nom de Sheko ou Sheka.
Sur ce périmètre réduit, le district a 49 999 habitants en 2007.
Limitrophe de la région Gambela et de la zone Sheka, il est entouré dans la zone Bench Sheko par Semien Bench, Debub Bench et Guraferda.
Il est dans le bassin versant du Nil Blanc par la rivière Gilo qui le borde au sud et à l'ouest tandis qu'un affluent de cette rivière le borde au nord,.
Son centre administratif, Mehal Sheko ou Sheko, ou encore Kusa, se trouve une vingtaine de kilomètres au nord-ouest de Mizan Aman et compte 4 826 habitants en 2007.
Comme toute la zone Bench Sheko, le district fait partie de la région des nations, nationalités et peuples du Sud jusqu'à la création de la région Éthiopie du Sud-Ouest en 2021.
En 2022, sa population est estimée à 71 742 personnes avec une densité de population de 144 personnes par km2 et 499 km2 de superficie.